# Klotyldowo
Klotyldowo – wieś w Polsce położona w województwie kujawsko-pomorskim, w powiecie żnińskim, w gminie Łabiszyn. Miejscowość wchodzi w skład sołectwa Ostatkowo.
W latach 1975–1998 miejscowość administracyjnie należała do województwa bydgoskiego.